# Passer (Fluss)
Die Passer (italienisch Passirio) ist ein Fluss in Südtirol (Italien). Sie entsteht durch den Zusammenfluss mehrerer Quellbäche unter dem Timmelsjoch und ist mit 42,6 km Länge einer der größten Zuflüsse am oberen Lauf der Etsch.
Die Passer durchfließt der Länge nach Passeier, ehe sie in Meran das Etschtal erreicht und von links in die Etsch einmündet; ihre wichtigsten Zuflüsse sind der Pfelderer Bach, der Waltenbach, der Kalmbach und der Spronser Bach.
Die Passer wurde erstmals als Passires amnis in Arbeo von Freisings Vita Corbiniani aus dem Jahr 770 n. Chr. verschriftlicht. Der Name leitet sich vermutlich vom romanischen Wort *passíra (vallis) „Durchgangstal“ ab. Am Oberlauf existierte von 1401 bis 1774 der Kummersee, dessen Ausbrüche immer wieder zu erheblichen Verwüstungen der talabwärts gelegenen Gebiete führten. Der Fluss ist heute ein beliebtes Ausflugsziel für touristische Aktivitäten wie Kanufahrten und Rafting, außerdem kann die Schlucht zwischen St. Leonhard und Moos seit Juni 2015 auf dem neu eröffneten Passerschluchtenweg durchwandert werden.

## Wasserkraftnutzung
Eine konzipierte intensive Nutzung der Wasserkraft von Passer und Pfelderer Bach mit Stauseen in Lazins, Pfelders und Schönau wurde von der Bevölkerung abgelehnt. Realisiert wurden deshalb landschaftsverträglichere kleinere Kraftwerke am Oberlauf der Passer.
Von September 2006 bis Oktober 2008 wurde für Enerpass Konsortial GmbH, an der die Gemeinden St. Martin, St. Leonhard und Moos beteiligt sind, ein 26 Megawatt starkes Kraftwerk mit 2 Peltonturbinensätzen am Mittellauf gebaut.
Die Wasserführung des alpinen Wildbachs schwankt stark, entsprechend wird die Triebwasserentnahme von maximal 12 m³/s gedrosselt, um eine reglementierte Restwassermenge im Bachbett zu gewährleisten.
Kurz nach der Einmündung des Pfelderer Bachs erfolgt die Wasserentnahme seitlich eines festen Wehrs auf 930 m Seehöhe. 6669 m läuft das Triebwasser dann durch Druckstollen und einen vertikalen Schacht im Berg. Nach 260 m Fallhöhe wirkt es auf die Turbinen und fällt kurz vor St. Leonhard bei 670 m Seehöhe wieder ins Bachbett.
Am Einlaufwehr wurde eine Fischleiter errichtet, am Auslauf entsteht eine von Paddelsportlern genutzte Walze. Mit der Abwärme der Generatoren wird das Schwimmbad geheizt. Als Ausgleichsmaßnahme wurde unterhalb der Wassererlebnispfad errichtet.